# Adolfo Dickman
Adolfo Dickman, también escrito Dickmann (Riga, Imperio Ruso, 25 de febrero de 1884 - Buenos Aires, Argentina, 1 de septiembre de 1938), fue un político socialista y odontólogo autor de numerosos libros dedicados a los problemas políticos de la Argentina. Fue diputado nacional sirviendo durante tres mandatos (1922-1926, 1926-1930 y 1932-1936). 

## Biografía
Adolfo Dickman nació en Riga, parte del Imperio Ruso (actual capital de Letonia), el 25 de febrero de 1884, en el seno de una familia judía. Su padre se llamaba Moisés Dickmann, y era dignatario de una sinagoga en Riga, y su madre Josefa Zaikind. Su hermano, Enrique Dickmann, fue uno de los principales dirigentes del socialismo en la Argentina. 
En el año 1891, la familia emigró a la Argentina instalándose en Colonia Clara, provincia de Entre Ríos, producto de un convenio de colonización acordado por el presidente Julio Argentino Roca y el Barón Hirsch. Adolfo se crio dentro de la colonia judía. En abril de 1896, a los ocho años, su hermano Enrique, diez años mayor, lo llevó a vivir a Buenos Aires con él para que comience sus estudios. A los diez años, en 1898, Adolfo ingresó al mundo del socialismo, de la mano de su hermano Enrique, a quien definiría como su "padre y hermano". 
Comenzó a participar dentro de la vida política interna del socialismo en 1903 cuando fue delegado al Congreso del PS de junio de ese año. Se recibió como odontólogo en 1906 de la Universidad de Buenos Aires. Participó como orador en el acto del 3 de mayo de 1909 en Plaza Constitución por la masacre de Plaza Lorea del 1 de Mayo. También integró la lista del PS en los comicios a legisladores de la provincia de Buenos Aires de marzo de 1911. 
En el año 1914 fue electo como diputado provincial en Buenos Aires, junto a Jacinto Oddone. Desde ese puesto, Dickman participó en la elaboración de la ley que creó el Departamento Provincial del Trabajo y en la que se reglamentó el trabajo de las mujeres y niños.
Para el año 1919, formaba parte del Comité Ejecutivo del Partido Socialista y del Comité Administrativo del diario La Vanguardia. Simultáneamente a sus tareas políticas también atendía su consultorio odontológico en la Capital Federal. Ese mismo año fue electo como concejal porteño por el socialismo. 

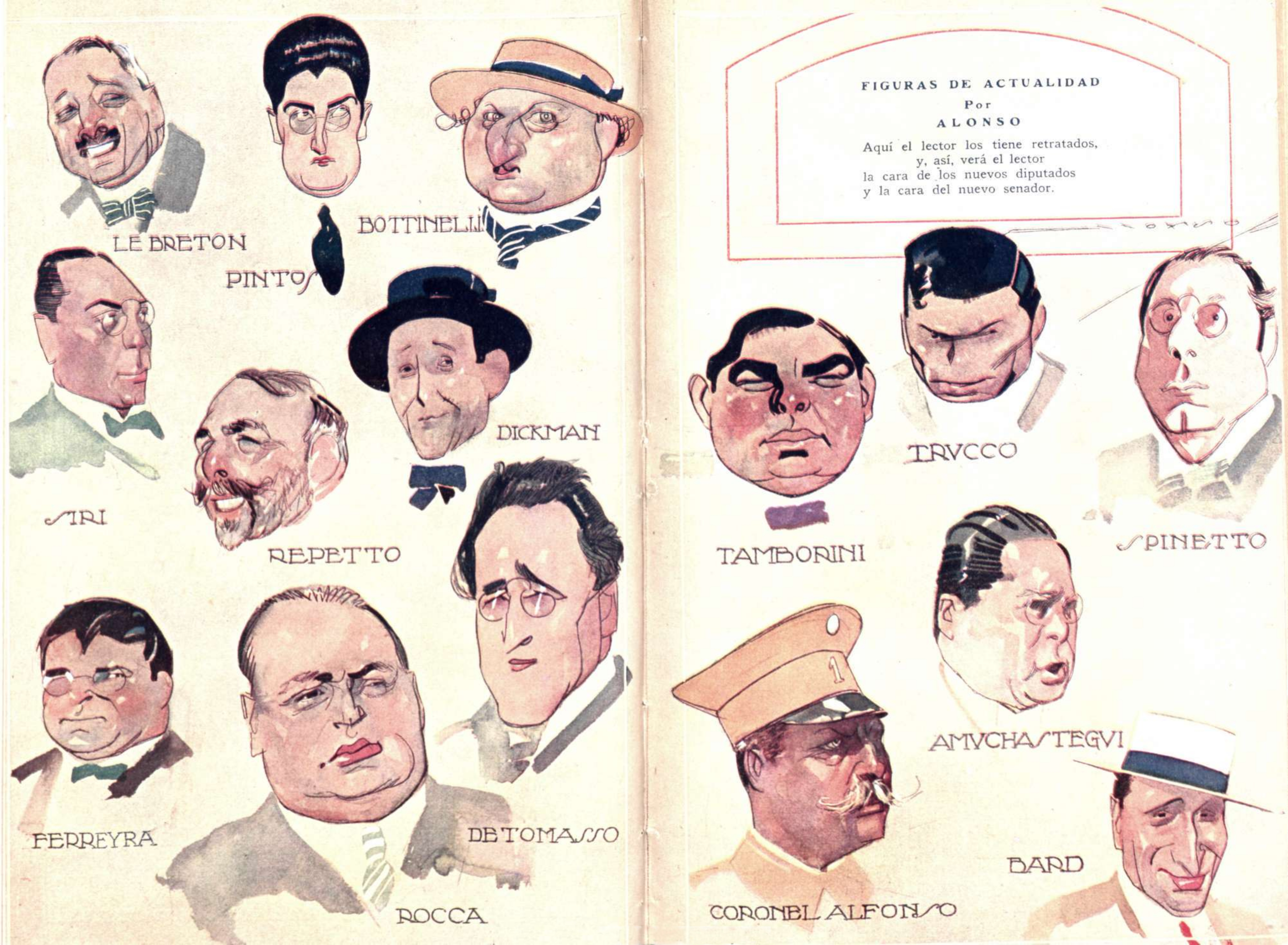
Retratos de diputados elegidos en las elecciones de 1922, por Alonso, en la revista Caras y Caretas. Dickman aparece en la parte central izquierda, con sombrero negro.

En las elecciones legislativas de 1922 fue electo como diputado nacional por la Capital Federal por primera vez. Sería reelecto para el mismo cargo en 1926 pero no lo sería nuevamente en 1930 debido al arrollador triunfo del Partido Socialista Independiente, escisión del PS fundada en 1927, en el distrito porteño.
En 1927, presentó un proyecto para intervenir la provincia de Buenos Aires, gobernada por el radical personalista Valentín Vergara, debido a la aprobación de una ley que permitía el juego en la provincia. A mediados del mismo año, y bajo influencia de Juan B. Justo, que negoció con Hipólito Yrigoyen la anulación de la ley que permitía el juego en la provincia de Buenos Aires, Dickman retiró el proyecto de intervención federal. El retiro de la ley provocó la división de la bancada socialista en la Cámara de Diputados y en agosto de 1927 el quiebre del Partido Socialista cuando el grupo dirigido por Antonio De Tomaso fundó el Partido Socialista Independiente. 
En las elecciones generales de noviembre de 1931, desarrolladas luego del derrocamiento de Yrigoyen durante el golpe de Estado del 6 de septiembre de 1930, fue electo como diputado nacional por la Capital Federal, regresando al Congreso luego de no haber sido electo en 1930. En su mandato, que se extendía hasta febrero de 1936, presentó varios proyectos de ley, entre los que se incluyen: el proyecto de ley de intervención a la provincia de Buenos Aires luego de denunciar comicios fraudulentos; la ley orgánica de la Municipalidad de la Capital; de coordinación de los servicios telefónicos; de reglamentación de las obras de pavimentación de la ciudad de Buenos Aires; y también fue autor de la iniciativa por la que se modificó el Código de Comercio para beneficiar con indemnizaciones a los empleados de ese gremio injustamente despedidos. 
Dickman era miembro del Comité Ejecutivo del Partido Socialista cuando la muerte lo sorprendió a los 54 años de edad, el 1 de septiembre de 1938.

## Familia
Adolfo Dickman estaba casado con Adela Chertkoff, hermana de Fenia Chertkoff y de Mariana Chertkoff, esposas de Nicolás Repetto y Juan B. Justo respectivamente. Tuvo tres hijos: Nelly, Alicia y Germán Hugo, quien también militó en el Partido Socialista y que fue candidato a senador nacional por el Partido Socialista Democrático en 1973.

## Homenajes
Una calle de Buenos Aires, en el barrio de La Paternal recuerda su nombre.

## Obras
- Los argentinos nacionalizados y la política (1915).
- Los argentinos y el principio de nacionalidad (1916).
- Contra el Juego Archivado el 23 de diciembre de 2014 en Wayback Machine. (1925)
- Nacionalismo y Socialismo.(1933) 
 En él se plantea las razones por las cuales en el partido socialista argentino se había planteado con intensidad una discusión sobre patriotismo y nacionalismo.
- El socialismo y el municipio: comentario sobre el programa de acción socialista municipal (1933).
 En él se ocupa de los conceptos fundamentales sobre la teoría socialista y su aplicación en gobiernos locales.
- En defensa del petróleo nacional.
- Los congresos socialistas.
- 40 años de acción democrática.

## Fuente principal
- Cutolo, V. O. (1994). Buenos Aires: Historia de las calles y sus nombres. Buenos Aires: Elche. ISBN 950-99212-0-3.

- Datos: Q5657998
- Multimedia: Adolfo Dickman / Q5657998